# David M. Wilson
Sir David Mackenzie Wilson (* 30. Oktober 1931) ist ein britischer Mittelalterarchäologe und Museumsleiter. Er forscht und publiziert besonders zu Kultur der Angelsachsen und zur Wikingerzeit. Von 1977 bis 1992 war er Direktor des British Museum.
Nach dem Bachelor-Abschluss am St John’s College der Universität Cambridge (später schloss er dort auch als MA und DLitt ab) wurde er 1954 Forschungsassistent an seiner Alma Mater und im Jahr darauf Assistant Keeper am British Museum. Von ihrer Gründung 1957 bis 1977 war er Generalsekretär der Society for Medieval Archaeology, von 1962 bis 1968 Vorsitzender der British Archaeological Association und von 1968 bis 1970 Präsident der Viking Society for Northern Research. Wilson lehrte ab 1964 als Reader und von 1971 bis 1976 als Professor für Mittelalterarchäologie am University College London. Dort leitete er zugleich die Abteilung für Skandinavienstudien und war Dekan der Faculty of Arts. 
Von 1977 bis 1992 war er Direktor des British Museum in London, wo er u. a. 1980 eine große Wikinger-Ausstellung kuratierte. Als Museumsdirektor wandte er sich Anfang der 1980er-Jahre strikt gegen Forderungen, während der Kolonialzeit nach London gebrachte Kulturgüter an deren Ursprungsländer zurückzugeben. Er ist Mitglied der British Academy, der Schwedischen Akademie der Wissenschaften, der Norwegischen Akademie der Wissenschaften,  Mitglied der Society of Antiquaries of London sowie ordentliches Mitglied des Deutschen Archäologischen Instituts und der Academia Europaea (1992).
Wilson wurde 1984 als Knight Bachelor („Sir“) in den Adelsstand erhoben.

## Schriften (Auswahl)
- Anglo-Saxon Ornamental Metalwork 700–1100 in the British Museum (= Catalogue of Antiquities of the later Saxon Period. 1, ZDB-ID 2641852-6). Trustees of the British Museum, London 1964.
- Anglo-Saxon Art. From the Seventh Century to the Norman Conquest. Thames and Hudson, London 1984, ISBN 0-500-23392-6.